# Dextrometorfan
Dextrometorfan (DXM nebo DM) je syntetický opioid užívaný jako aktivní látka mnoha léčiv proti kašli (tj. antitusik), mimoto našel své využití i k mírnění bolesti a v psychiatrické léčbě. Je složkou více než stovky léčivých přípravků, v malém množství obvykle nemá žádné vedlejší účinky. Zpravidla se prodává ve formě sirupů, tablet či sprejů. V čisté formě je to však bílý prášek. Jeho levotočivá enantiomerní forma je levometorfan, ten však zřejmě nemá takové účinky proti bolesti a také zřejmě není návykový, nikdy nebyl uveden do klinické praxe.
V Česku byl dextrometorfan po mnoho let volně dostupný v lékárnách v podobě léku Stopex. Ode dne 15. 8. 2017 je výdej tohoto léčivého přípravku vázán na lékařský předpis.

## Jako droga
DXM se rovněž používá jako rekreační droga; ve vyšších dávkách totiž dextrometorfan funguje jako disociativní halucinogen. Účinkuje zřejmě jako neselektivní inhibitor zpětného vychytávání serotoninu a jako agonista sigma-1 receptorů. DXM se v těle přeměňuje na dextrorfan, látku, která účinkuje jako antagonista NMDA receptorů. Ve vyšších dávkách vznikají halucinogenní stavy podobné ketaminu a fencyklidinu. Uživatelé popisují změněné vnímání a pocit oddělení od těla, shrnované pod označení trip. Udávají se i halucinace a neschopnost koordinovaného pohybu a artikulované řeči. Zneužívání, zejména v kombinaci s alkoholem či dalšími drogami, však je spojeno s rizikem poškození mozku. Velmi vážné následky může mít droga pro osoby trpící poruchou enzymu CYP2D6.